# Dmitry Andreyevich Vinogradov
Dmitry Andreyevich Vinogradov (en ruso: Дмитрий Андреевич Виноградов) (n. 20 de agosto de 1983) es un asesino en masa ruso. El 7 de noviembre de 2012, disparó y mató a 6 personas e hirió a otra en la oficina central de la cadena de farmacias Rigla (la segunda cadena farmacéutica más grande de Rusia) en el distrito de Severnoye Medvedkovo, con sede en Moscú. El motivo de la masacre según los investigadores y el mismo Vinogradov se debió a "un amor no correspondido".
El 9 de septiembre de 2013 el Tribunal de la ciudad de Moscú condenó a Vinogradov por seis asesinatos y un intento de asesinato a cadena perpetua.

## Biografía
Dmitry Vinogradov nació el 20 de agosto de 1983 en Moscú, donde poco antes sus padres se mudaron de Murmansk. Su padre Andrei Vinogradov era geofísico y doctor, conoció a su futura esposa, Elena, en 1978 en Sebastopol.
Dmitry nació con una grave falta de oxígeno, los médicos diagnosticaron encefalopatía como resultado de un traumatismo del parto, así como la dislocación de las vértebras de la columna cervical siendo un recién nacido. Después de recibir largos cursos de masaje en la clínica, de niño pudo dar los primeros pasos, pronto sus padres regresaron a Murmansk, donde su padre Andrei Vinogradov participó en el estudio de los fondos marinos como parte de la expedición.
De niño se volvió tímido y reticente, no asistía al jardín de infantes. A la edad de dos años, le diagnosticaron autismo. A la edad de cuatro años, en una caminata, recibió una lesión grave en la cabeza, después de lo cual sufrió dolores de cabeza durante muchos años.
En 2004 comenzó su carrera, tras aceptar un empleo en Corusconsulting LLC, donde trabajó tres meses. Vinogradov encontró difícil el trabajo y se trasladó a MediaRight como administrador de sistemas. En 2008 se incorporó a la empresa farmacéutica Rigla (Grupo Protek), donde superó con éxito una entrevista y pruebas psicológicas y jurídicas, tras lo cual fue nombrado asistente jurídico. Un año más tarde, fue ascendido a abogado, y sus funciones incluían la redacción jurídica de contratos. En el trabajo se le caracterizó positivamente como una “persona educada y discreta”.
A finales de enero y principios de febrero de 2008, acudió como voluntario durante 12 días al campamento del Fondo Mundial para la Naturaleza para ayudar a las aves afectadas por el vertido de petróleo en el estrecho de Kerch.

## Acontecimientos previos y motivos
El comportamiento diario y desempeño de Vinogradov durante los cuatro años de su trabajo en la cadena farmacéutica Rigla no causó que sus colegas sospecharan de algo inusual en su actitud. Dmitry, según sus colegas, no expresó ninguna idea radical y no compartía sus propios problemas con ellos.
En la oficina, Vinogradov conoció a una empleada del departamento de finanzas, Anna Kaznikova, de 26 años, con quien tuvo una relación durante algún tiempo. Dmitriy hizo regalos a Kaznikova, la llevó al cine, e hicieron juntos un viaje a Suzdal, donde tuvieron su primera intimidad, pero Vinogradov no pudo tener relaciones sexuales "debido a la excitación psicológica", después de lo cual, dijo, su relación se enfrió, y los encuentros posteriores no fueron como él quería. Además, Vinogradov estaba celoso de Anna con su colega, Alexander Biryuk. En enero de 2012, poco antes de un viaje planeado a Edimburgo, Vinogradov y Kaznikova, se pelearon, luego de lo cual Kaznikova comenzó a recibir correos electrónicos y SMS de amenazas por parte de Vinogradov.
Después de la ruptura con Kaznikova, Vinogradov cayó en depresión. Después de consultar con su madre, visitó el Hospital psiquiátrico de Moscú N.º 1 (Московская психиатрическая больница N.º 1). Le recetaron tres medicamentos: citroleps, carbamazepina y sertindol, y también le ofrecieron terapia en un hospital psiquiátrico de día. Después de eso, Dmitry visitó el hospital 4 veces más, pero los médicos no lo pudieron convecer de someterse a un tratamiento. Según Tatyana Salokhina, jefa del departamento de problemas sociodemográficos y económicos de la psiquiatría del Centro Científico y Pedagógico de la Academia Rusa de Ciencias Médicas, más tarde Vinogradov se dirigió a otros especialistas y se sometió a un examen médico.
El motivo del ataque, según los investigadores, podría ser debido a un amor no correspondido, como dijo el propio Vinogradov durante los interrogatorios y en la corte. Además, según él, quería mostrarse e imponerse delante de Kaznikova.
Vinogradov fue cuidadosamente preparado para la represalia sus colegas, comenzó a interesarse por las armas poco después de la ruptura con Anna Kaznikova. En marzo de 2012, Vinogradov adquirió la carabina Vepr-12 Molot y una escopeta Benelli M3 Super 90. Compró un mosquetón en la tienda Kolchuga en Varvarka por 77,055 rublos, y unos días más tarde fue al "Cazador" en la calle 7 Parkovaya por un arma, en la cual gastó 34,750 rublos. Aparte del arma, compró más de 300 cartuchos. Anteriormente, emitió un certificado médico en la clínica de Medservice LLC, que le permitió obtener en febrero el permiso para comprar, almacenar y transportar armas para el distrito de Nagatino-Sadovniki, Moscú. Más tarde, circuló en los medios una versión de que se emitió un certificado para Dmitry en Medservice por 900 rublos, sin pasar por el examen médico. Después de comprar un arma, Vinogradov se inscribió en un club de tiro en Podolsk, visitó repetidamente el campo de tiro.
Unos días antes del incidente, Vinogradov, que generalmente no bebía, dejó de tomar los antidepresivos que le recetaron y entró en una dipsomania que duró unos cinco días. Posteriormente, dijo que no tenía la intención de disparar a alguien por adelantado y no planeó la fecha del tiroteo sino hasta la tarde del 6 de noviembre, un día antes del incidente.

## Tiroteo
El 7 de noviembre de 2012 a las 4:56 a. m. (UTC + 4); Vinogradov publicó en su página de la red social VKontakte un documento llamado "Mi manifiesto" en el que declaró su odio a la humanidad:

Estoy seguro de que tengo motivos suficientes para considerar a toda la humanidad un análogo macro de un cáncer de un organismo vivo; en el papel de este último en este caso es nuestro planeta. <...> ¡Odio la sociedad humana y odio ser parte de ella! ¡Odio la falta de sentido de la vida humana! ¡Odio esta vida en sí misma! Solo veo una manera de justificarlo: destruir tantas partículas de compost humano como sea posible.

La madre de Vinogradov dijo que él se había tomado un tiempo libre para ir al campo de tiro. Empacando armas de calibre 12 y cartuchos de caza de la compañía italiana Fiocchi Munizioni en una mochila grande, salió de la casa, se subió al auto de su padre marca Toyota y se fue a trabajar. Antes de llegar a la oficina en la calle Chermyanskaya, aparcó en la siguiente calle Tikhomirov, durmió un rato y luego entró a pie dentro del edificio.
A las 8:19 a. m., Dmitry Vinogradov pasó el puesto de guardia en la entrada. A las 8:20, entró al baño, donde se vistió con un camuflaje oscuro y un chaleco. En los bolsillos del chaleco había más de 230 rondas de municiones y un gran cuchillo. También llamó a Anna Kaznikova y, después de asegurarse de que ella estaba trabajando en la oficina número 400 en el cuarto piso, fue hasta allí. A las 9:49 Vinogradov, cargando un arma en sus manos, salió del baño.
En las escaleras, Vinogradov se encontró con Denis Moiseev, de 33 años, quien había ido para una entrevista por consejo de su esposa que trabajaba en Rigla. Asesinó a Moiseev disparándole en la cabeza. A continuación, a las 9:50 a. m. el tirador entró en la oficina número 400. Después de saludar al personal del departamento de finanzas que estaban allí con las palabras "¡Hola, colegas!", abrió fuego contra ellos.
La ronda de disparos duró como 18 segundos. Después de diez disparos, Vinogradov se quedó sin municiones y, durante la recarga, Nikita Strelnikov, de 29 años de edad, intentó detenerlo pero resultó gravemente herida de muerte, y luego hirió al principal experto del departamento financiero y económico Yuri Marchenko. El tirador fue neutralizado por los oficiales de seguridad de la compañía, Sergey Novikov y Vladimir Bagdasaryan, quienes acudieron al rescate. Vinogradov fue desarmado y atado con cinta adhesiva, y pronto fue entregado a la policía.
Como resultado de los disparos en la oficina, cuatro personas (Elena Lapshina de 25 años, Natalia Plekhanova de 25 años, Alexander Biryuk de 42 años y Anton Tretyakov de 33 años) murieron en el acto, Yaroslava Sergenyuk de 24 años y Nikita Strelnikov de 29 años permanecieron internadas en condición grave, esta última murió en la mañana siguiente. Vinogradov mató a un total de 6 personas, de las cuales solo conoció personalmente a Biryuk. Su ex, Anna Kaznikova también estaba en ese momento en la escena del crimen, pero Dmitry no le disparó.
Poco después de lo que sucedió, en los medios de comunicación Vinogradov fue apodado el "Breivik ruso", un asesino relámpago noruego, que realizó una explosión en el centro de Oslo y posteriormente un tiroteo en el campamento de verano de la Liga de la Juventud, también publicó su manifiesto, que consto de 1.500 páginas, en el que expresó sus opiniones ideológicas. Cuando se le preguntó a Vinogradov si se consideraba un seguidor de Breivik, dijo que no; "Tenemos motivos completamente diferentes", agregó.

### Víctimas
Fallecidos
- Denis Moiseev (Денисом Моисеевым) (33)
- Elena Lapshina (Елена Лапшина) (25)
- Natalia Plekhanova (Наталья Плеханова) (25)
- Alexander Biryuk (Александр Бирюк) (42)
- Anton Tretyakov (Антон Третьяков) (33)
- Nikita Strelnikov (Никита Стрельников) (29)

Heridos
- Yaroslava Sergenyuk (Ярослава Сергенюк) (24)

## Investigación
El 8 de noviembre de 2012, Vinogradov fue llevado al Tribunal de Distrito de Babushkinsky de Moscú. Fue acusado de los delitos previstos en el párrafo "a" de la parte 2 del Artículo 105 ("asesinato premeditado de dos o más personas") y la parte 3 del artículo 30 ("intento de asesinato de dos o más personas") del Código Penal de la Federación de Rusia. Con respecto al tirador, se eligió una medida preventiva en forma de detención durante dos meses. El propio Vinogradov en la corte declaró que se arrepintió y ofreció sus condolencias a las familias y amigos de sus víctimas. Al mismo tiempo, agregó que si no lo hubieran detenido, continuaría matando y luego se dispararía a sí mismo.
Los psiquiatras tenían que averiguar el grado de responsabilidad de Vinogradov, se le asignó un examen psiquiátrico forense. En febrero de 2013, se publicaron los hallazgos de los expertos del Centro de Investigación Estatal V. Serbsky para Psiquiatría Social (Centro Estatal de Investigación Científica y Psicología Social y Forense). Se estableció que, en el momento del crimen, el tirador sufría un trastorno esquizotípico de la personalidad, lo que limitaba su capacidad para comprender completamente la naturaleza real y el peligro social de sus acciones y controlarlas, pero este hecho no excluía de su responsabilidad.
El 6 de febrero de 2013, el tribunal de Babushkinsky extendió el arresto de Vinogradov por otros dos meses. El 4 de abril, se decidió que estaría en la cárcel hasta el 7 de mayo. Vinogradov no se opuso a tal decisión, pero pidió que se transferido de Centro de detención preventiva N.º 2 (СИЗО N.º 2) <<Prisión de Butyrka>> al Centro de detención preventiva N.º 4 (СИЗО N.º 4), ya que allí hay un hospital psiquiátrico. Vinogradov había sido previamente hospitalizado allí con un diagnóstico de distimia. La investigación proporcionó al tribunal un certificado del Centro de detención preventiva N.º 4 (СИЗО N.º 4), según el cual podía permanecer en el centro de detención, y su estado de salud era satisfactorio, y el fiscal estuvo de acuerdo con estos argumentos. Después de escuchar los argumentos de las partes, el tribunal se negó a transferir a Vinogradov a otro centro de detención.
El 22 de abril de 2013, se presentó la acusación final contra Vinogradov. A los puntos ya presentes, se agregó un cargo por un delito previsto en la parte 1 del artículo 280 del Código Penal ("convocatorias públicas de actividad extremista").
El 6 de mayo, se le extendió nuevamente el arresto al tirador Vinogradov, esta vez hasta el 6 de julio. El 11 de junio, el tribunal decidió dejar a Vinogradov bajo custodia hasta el 6 de agosto.
A principios de junio, el Comité de Investigación de la Federación Rusa informó que se completó la investigación del caso penal de Vinogradov y que todos los materiales fueron entregados a la oficina del fiscal para la confirmación de la acusación. El 24 de julio, el caso fue presentado ante el Tribunal Municipal de Moscú.

## Tribunal
El 5 de agosto de 2013, las audiencias preliminares del caso Vinogradov se llevaron a cabo a puerta cerrada en el Tribunal Municipal de Moscú. El autor de los disparos solicitó que el caso fuera juzgado por un juez profesional y no por un jurado. El 14 de agosto comenzó el examen del fondo del caso.
El 15 de agosto, durante el interrogatorio de Anna Kaznikova, que actuó como testigo, Vinogradov comenzó a comportarse de manera inapropiada, golpeando con los puños el cristal blindado de la jaula "acuario", en la que se guarda a los acusados de cometer delitos graves y especialmente graves durante las audiencias judiciales, y luego pidió al escolta que le disparara. El motivo de tal reacción por parte de Vinogradov fueron las preguntas personales que su abogado empezó a hacer a Kaznikova. El juez consiguió calmar al acusado, tras lo cual preguntó a Kaznikova si quería que le dispararan. La testigo respondió negativamente, y el juez explicó a Vinogradov que la pena de muerte no se aplica en Rusia desde 1997. El tribunal también interrogó a Yaroslava Sergenyuk, que resultó herida en el tiroteo, y a Yuri Marchenko, que neutralizó al tirador.
El 27 de agosto, los familiares de dos oficinistas asesinados por Vinogradov exigieron una indemnización por daños morales de 3,5 millones de rublos. El tribunal también interrogó a los guardias que participaron en la detención de Vinogradov. Durante el interrogatorio de uno de los testigos, se supo que la mochila de Vinogradov les pareció sospechosamente grande a los oficinistas, pero él les tranquilizó diciendo que iba a ir de vacaciones a los Montes Cárpatos inmediatamente después del trabajo.
El 3 de septiembre, las reclamaciones de dinero presentadas por los familiares de las víctimas de Vinogradov ascendieron a 5 millones de rublos. También ese día, la madre del asesino compareció ante el tribunal y le pidió que no castigara a su hijo con demasiada severidad, ya que tenía una salud física precaria y un carácter retraído, además de sufrir problemas psicológicos y tener tendencias suicidas.
El 5 de septiembre, la fiscalía pidió al tribunal que condenara a Vinogradov a cadena perpetua en una colonia de régimen especial, con visitas periódicas a un psiquiatra en el lugar de cumplimiento de la condena. El fiscal de Moscú, Sergei Kudeneev pronunció un discurso de acusación. Según él, la culpabilidad, que el propio autor de los disparos admitió, estaba plenamente probada y el tribunal no tenía circunstancias atenuantes para dictar una sentencia diferente. Las víctimas apoyaron la opinión del fiscal de que era necesaria la cadena perpetua, pero expresaron su pesar por la imposibilidad de condenarlo a muerte.
Al final de la reunión, Vinogradov recibió la última palabra:

No quería matar a nadie. No quería escribir el manifiesto de esta forma. ¿Qué clase de autoafirmación puede haber?... Quería pegarme un tiro... Puedo decir: no sigáis mi ejemplo.

### Sentencia
El 9 de septiembre de 2013 se realizó la última sesión sobre el caso de Vinogradov. Fue declarado culpable de todos los cargos y condenado a cadena perpetua con tratamiento obligatorio por un psiquiatra en el lugar donde cumplirá la sentencia. Al mismo tiempo, Vinogradov fue declarado culpable de difundir la actividad extremista, por lo que fue multado con 300,000 rublos. El tribunal también satisfizo las demandas civiles de los familiares de los muertos por un monto de 10 millones de rublos.
La defensa apeló el veredicto, considerándolo infundado y alegando que Vinogradov padece enfermedades mentales más graves que las identificadas durante el examen psiquiátrico forense, y que al momento de la comisión de estos hechos se encontraba en un estado de locura. Los argumentos de la denuncia fueron refutados por un representante de la Fiscalía General, y el 28 de noviembre de 2013, el colegiado judicial de casos penales del Tribunal Supremo de la Federación de Rusia desestimó el recurso de apelación.

## Post condena
Tras la confirmación del veredicto por el Tribunal Supremo, Vinogradov fue trasladado a una colonia penal de régimen especial para presos a perpetuidad en Solikamsk, conocida como "Cisne Blanco". Fue recluido en una celda para tres personas.
Durante su encarcelamiento, Vinogradov se interesó por la lectura de ficción y literatura científica de divulgación, en particular las obras del astrofísico inglés Stephen Hawking. También se suscribió mensualmente a The New Times, Dilettant e In the World of Science.
En verano de 2019, mientras cumplía cadena perpetua, Dmitry Vinogradov concedió por primera vez una entrevista, en la que informó sobre la indiferencia ante la situación que le impulsó a cometer el delito y el hecho de que en la colonia echa mucho de menos la oportunidad de estar solo.